# Brems
Brems är ett instrument för att lugna ett djur som av någon anledning behöver stå still, till exempel vid en veterinärbehandling. Främst använder man brems på hästar och grisar. 
Bremsen består av en ögla av mjukt material (till exempel ett tunt bomullsrep) som är fastsatt i ett handtag. Öglan träs över hästens överläpp eller grisens trynplatta, och vrids sedan runt med hjälp av handtaget så att öglan blir mindre och till sist nyper tag om överläppen eller trynet. 

## Funktion
Bremsning innebär att man indirekt påverkar djurets nervsystem så att det paralyseras, det vill säga blir orörlig och mindre benäget att reagera på smärtsignaler. Puls och blodtryck sjunker och man kan påbörja behandlingen.  Bremsen får inte dras till så hårt, att läppen skadas, och inte för länge hållas hårt åtdragen, utan bör emellanåt lossas. Effektiv bremsning kan bespara ett skadat djur mycket lidande.
I de flesta situationer då ett djur är allvarligt skadat bör dess rörlighet begränsas så mycket som möjligt. Frakturer och kraftiga blödningar riskerar till exempel oftast att förvärras om djuret är skärrat och inte kan hållas stilla. Möjligheten att hejda en kraftig artärblödning med tryckförband förutsätter i de flesta fall att djuret kan kontrolleras. Bremsning kan vara till stor hjälp om djuret värjer sig vid beröring av den skadade kroppsdelen. 
Många allvarliga skador kan undvikas om djur i nödsituationer bremsas tillräckligt snabbt. I alla lägen då djuret själv förvärrar sin situation eller ökar skaderisken genom rörlighet, kan bremsning snabbt tillgripas.